# Ron Weasley
Ronald Bilius "Ron" Weasley, är en fiktiv karaktär i J.K. Rowlings Harry Potter serier. Hans första framträdande var i den första boken i serien, Harry Potter och de vises sten, han blir där bästa vän med Harry Potter och Hermione Granger. Han är medlem i familjen Weasley, en renblodsfamilj som bor i "The Burrow" utanför Ottery St. Catchpole. Eftersom han är den enda medlemmen av de tre huvudkaraktärerna som har vuxit upp i en magisk miljö, ger han också inblick i Trollkarlsvärldens magiska seder och traditioner. Tillsammans med Harry och Hermione är han medlem i elevhemmet Gryffindor.

## Karaktärsutveckling
Enligt Rowling var Ron bland karaktärerna hon skapade den första dagen. Ron är inspirerad av Rowlings bästa vän Sean Harris, men hon har tydligt sagt att hon "aldrig bestämt sig för att beskriva Sean i Ron, men Ron har en Sean-drag i sig ." Precis som Harris är för Rowling, är Ron "alltid där" när Harry behöver honom. Ron passar många av de stereotyper som förväntas av den högra handen; han används ofta som komisk relief, är lojal mot huvudrollen (Harry) och saknar mycket av den talang som Harry besitter, åtminstone tidigt, när det gäller magisk kraft. Han bevisar dock sin tapperhet och magiska förmåga flera gånger, till exempel genom att spela "riktigt trollschack" i den första boken, gå in i den förbjudna skogen med Harry under den andra boken trots hans arachnofobi.